# Бирнбаум (Гуммерсбах)
Бирнбаум (по-русски "Грушевое дерево", кратко "Груша") (нем. birnbaum) — отдельное небольшое поселение города Гуммерсбах (район Обербергиш, административный округ Кёльн, земля Северный Рейн-Вестфалия, Германия).

## География

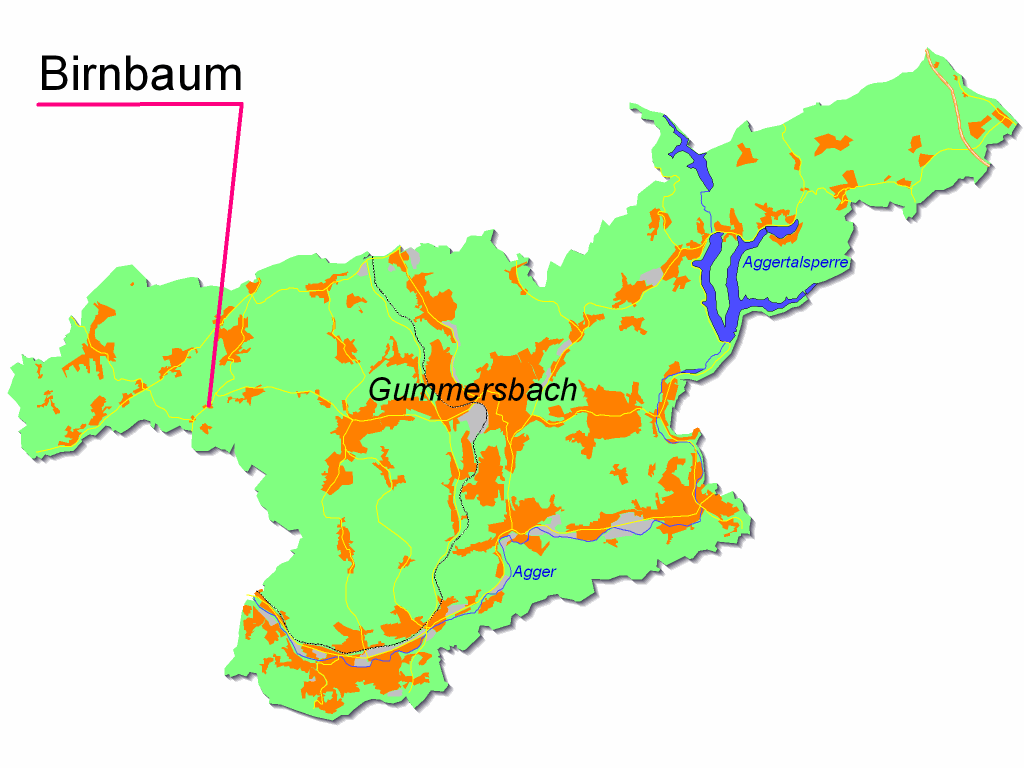
Положение Бирнбаума на карте Гуммерсбаха

Бирнбаум расположен на западной окраине города Гуммерсбах. Соседние поселения - Апфельбаум, Родт, Лютцингхаузен (Lützinghausen) и Хюльзенбуш (Hülsenbusch). Бирнбаум расположен на водораздельной возвышенности, разделяющей долины водотоков Гельпе (Gelpe) (впадающей в Леппе) и Ламбах (Lambach), впадающей а Аггер). С восточной стороны к поселению примыкает гора Штаймель. Возвышенность сложены среднедевонскими отложениями сланцев и песчаником. В месте расположения поселения обнаружен региональный разлом земной коры юго-западного направления. Поселение расположено примерно в 6.4 км от центра города.

## История
Поселение Бирнбаум до 1806 года принадлежало имперскому правлению Гимборн-Нойштадт (Grafschaft Gimborn). В 1846 году здесь зарегистрированы четыре дома с 22 жителями, все протестантского вероисповедания. Поселение обозначено на топографической карте 1868 года.

## Транспорт
Через Бирнбаум проложена автодорога земельного значения L 307. По ней осуществляется регулярное автобусное сообщение (автобус 317) с железнодорожными вокзалами Гуммерсбаха и Рюндерота (Ründeroth) (Энгельскирхен), которые, в свою очередь, связаны прямым сообщение с Кёльном и Люденшайдом (Oberbergische Bahn).

## Галерея

Виды Бирнбаума
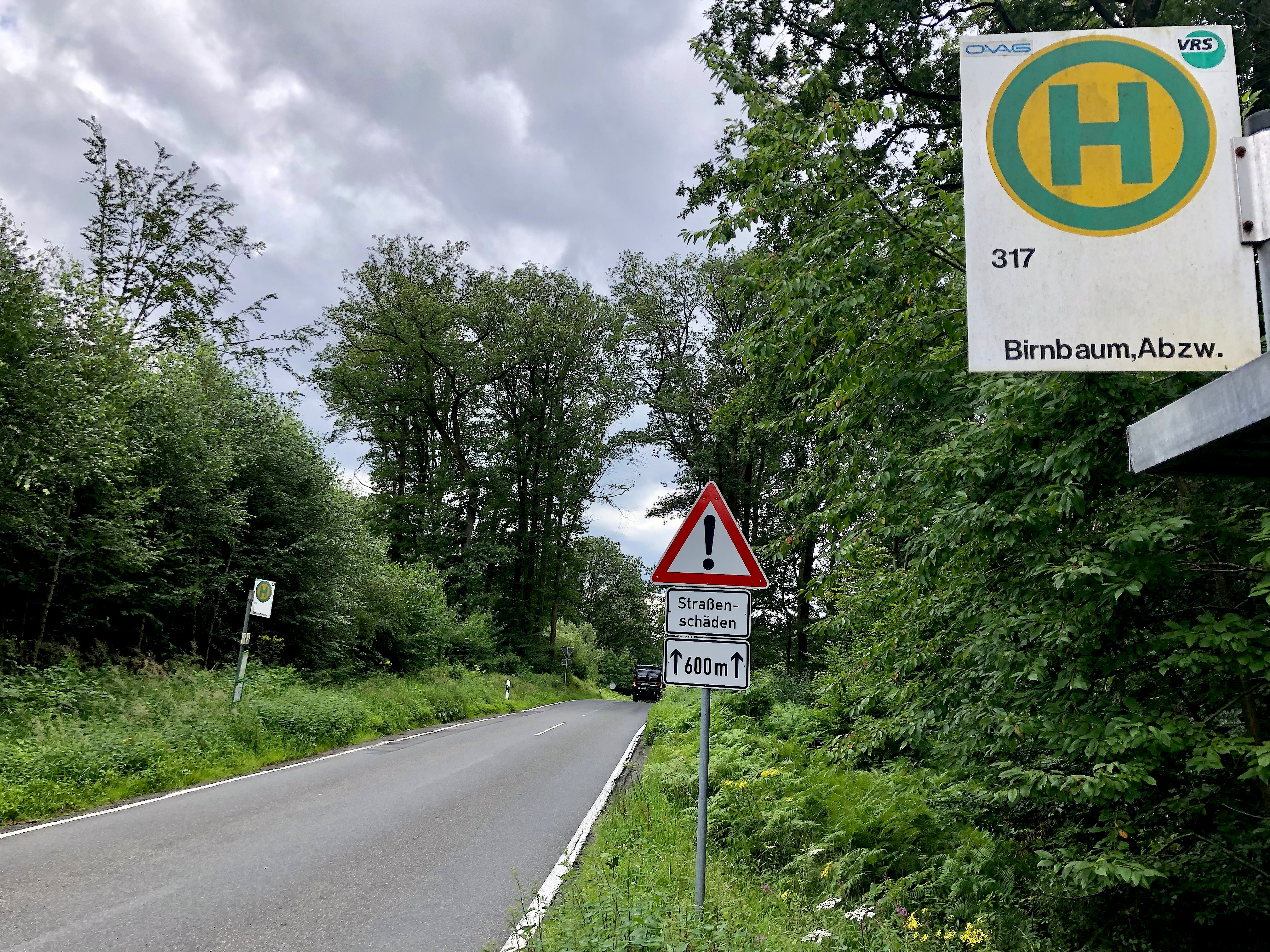
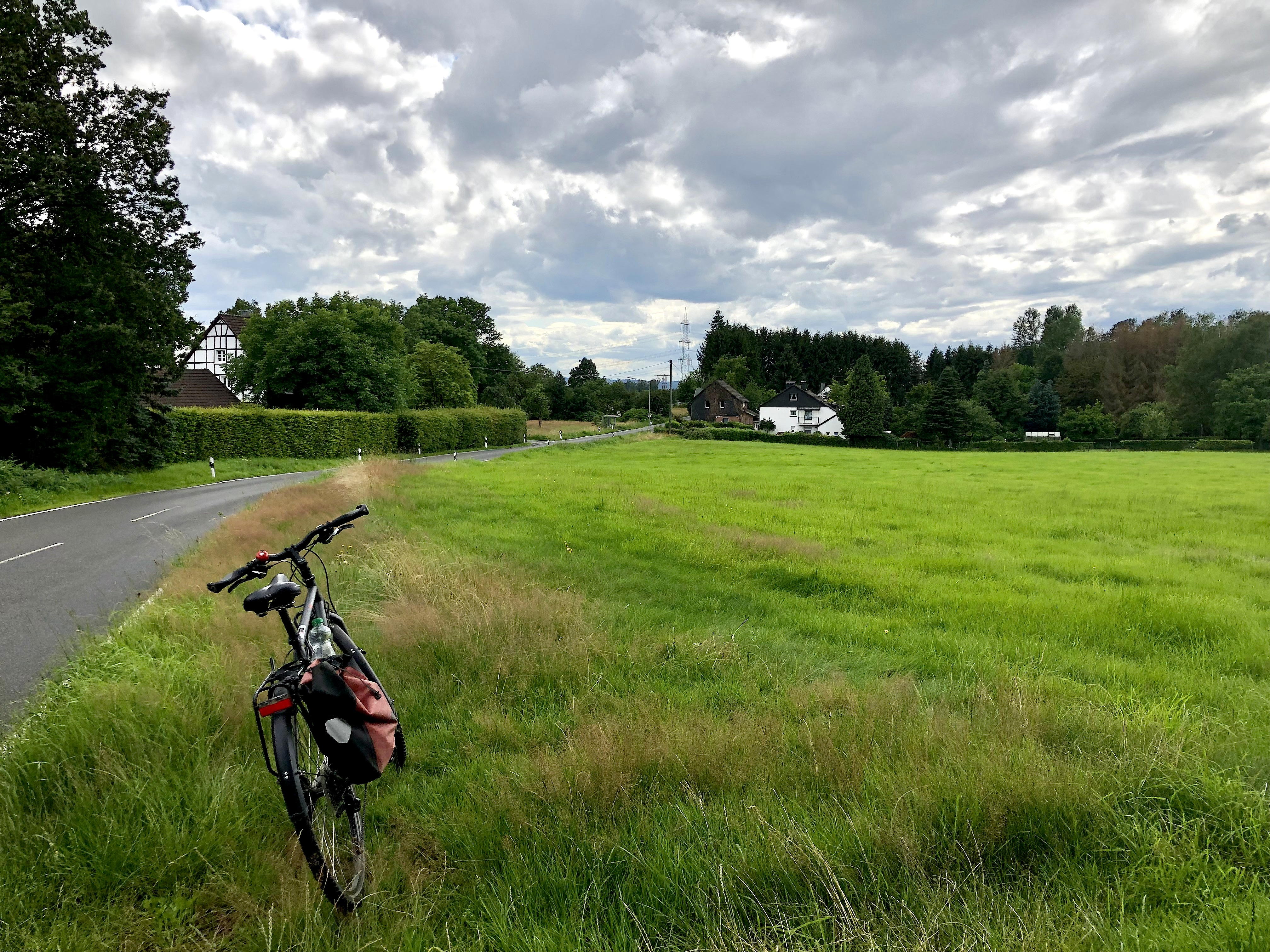
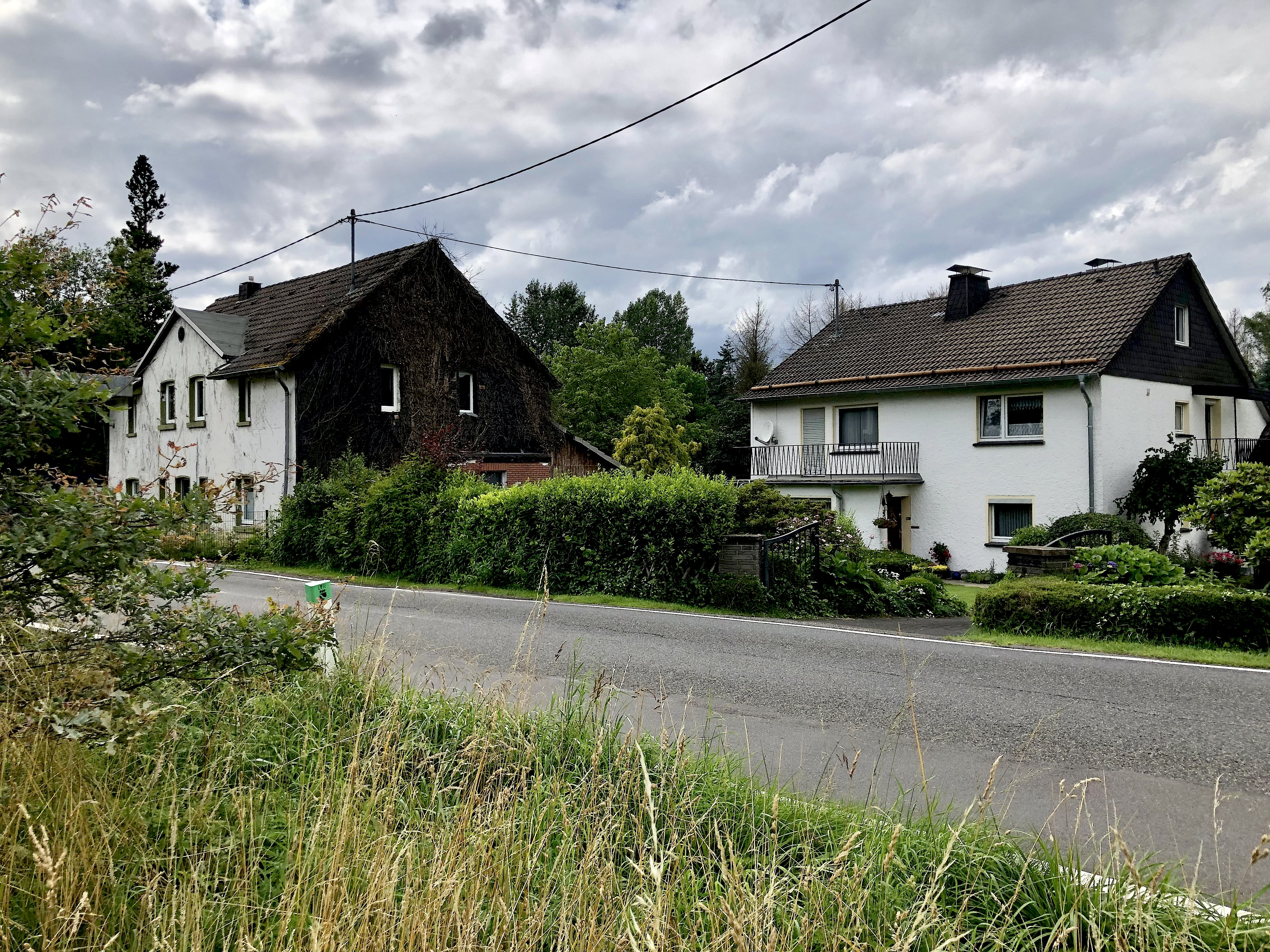
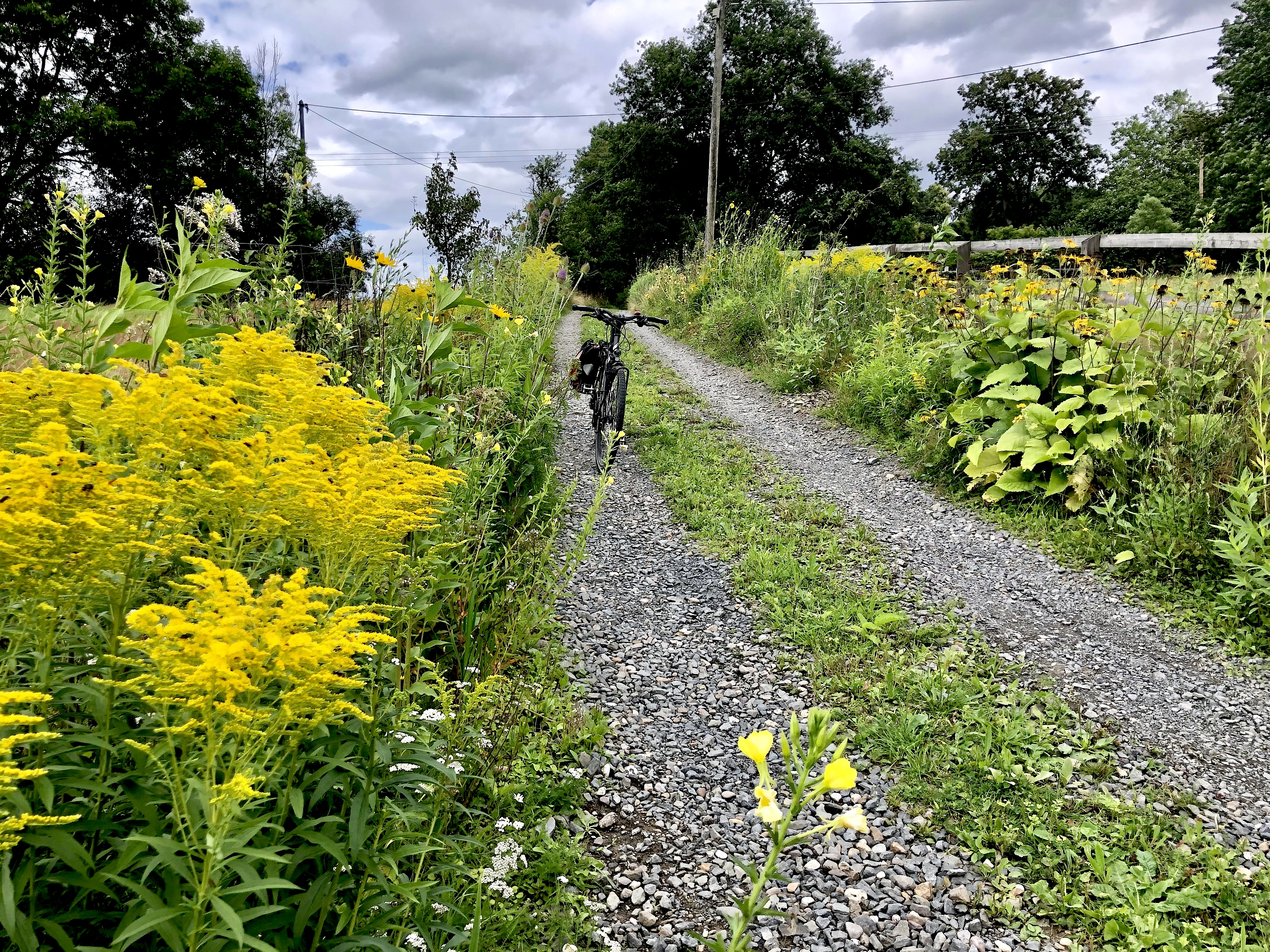
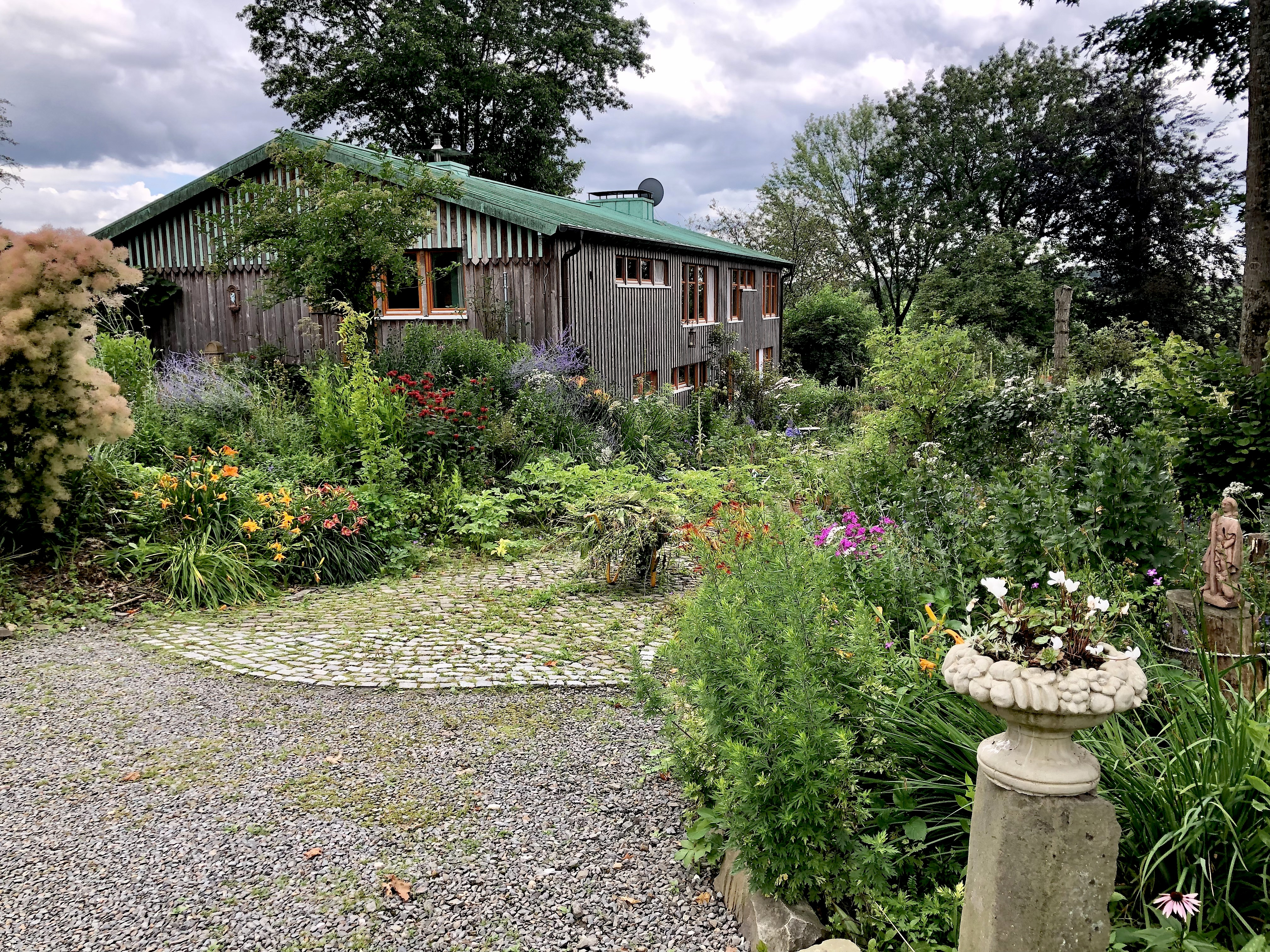
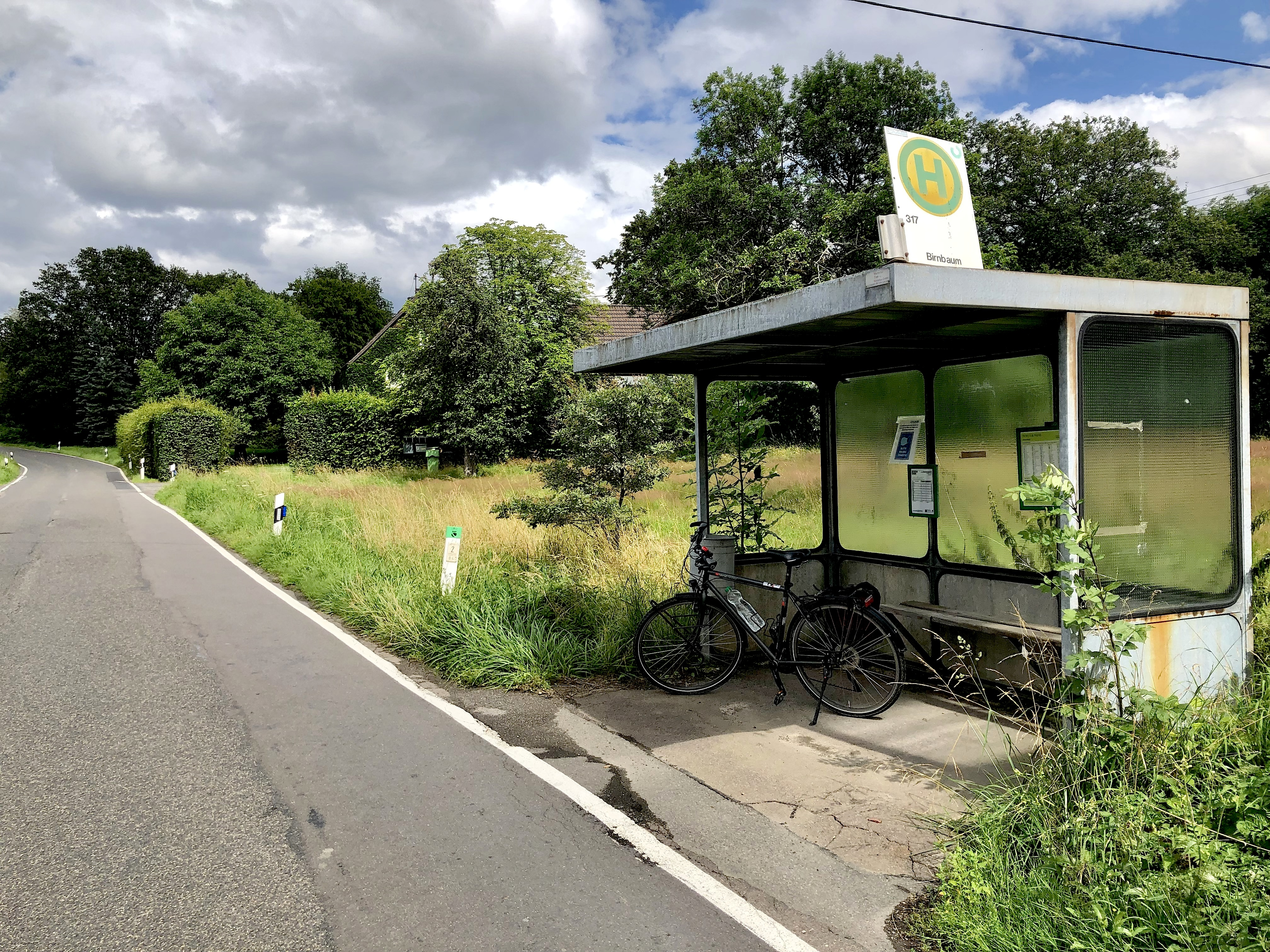
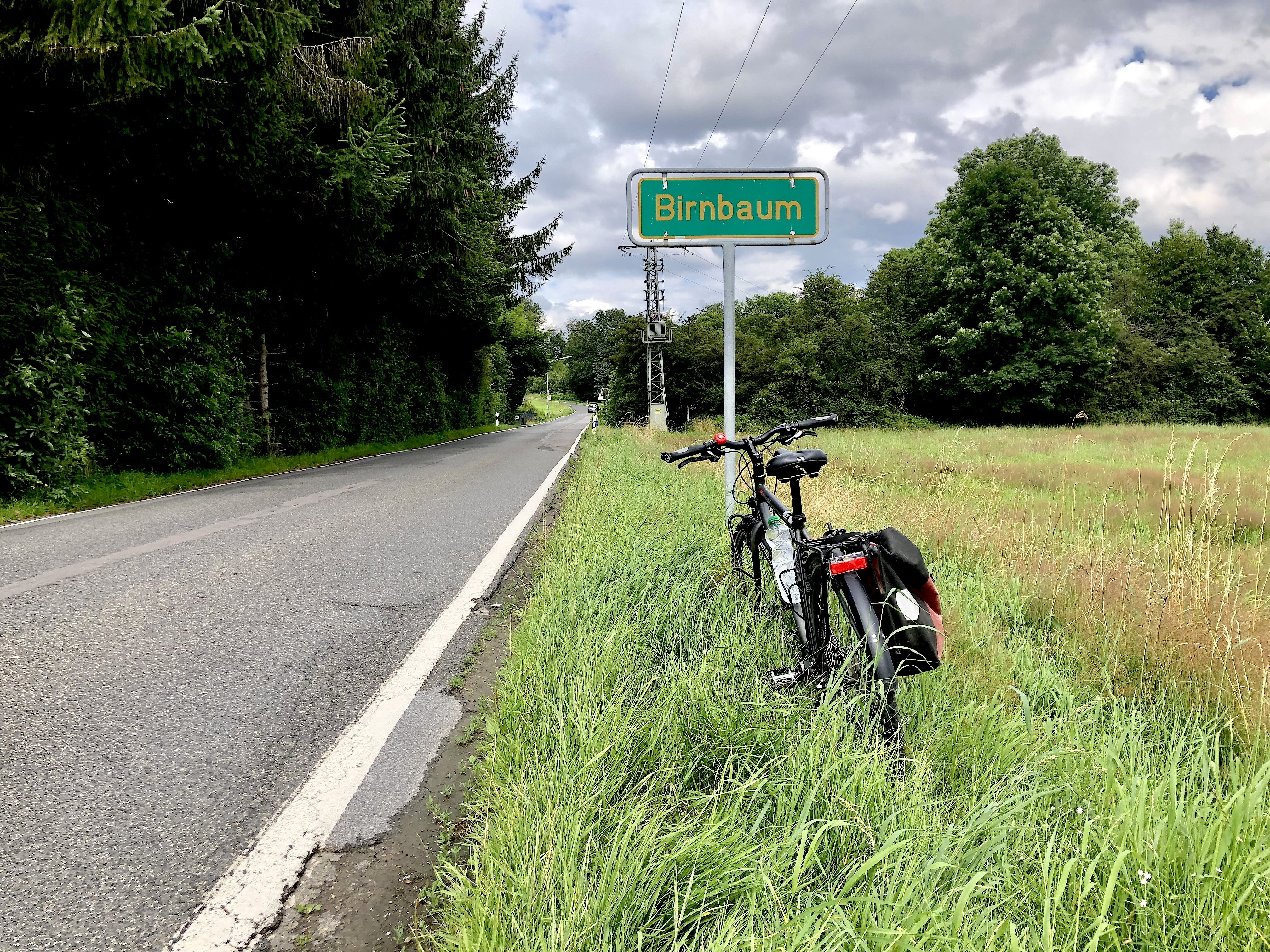